# Marina Weisband
Marina Weisband (em ucraniano:  Марина Вайсбанд; Kiev, 4 de outubro de 1987) é uma política alemã.
Desde maio de 2011 é diretora política do Partido Pirata da Alemanha.
Marina Weisband nasceu e cresceu em Kiev. em 1994 mudou-se com sua família para Wuppertal, Alemanha, como Kontingentflüchtlinge (literalmente "refugiados de cotas" — são estrangeiros admitidos na Alemanha por razões humanitárias. A maior parte dos refugiados provenientes da antiga União Soviética são judeus). Ela completou a escola em 2006 e estudou psicologia na Universidade de Münster. Ela descreve-se a si mesma como devota judia e mora em Münster.
Weisband filiou-se ao Partido Pirata da Alemanha em 2009. O partido conquistou seus primeiros assentos em uma eleição regional em Berlim em 18 de setembro de 2011, com aproximadamente 9% dos votos.